# Julián Fernández Navarrete y Jiménez de Tejada
Julián Fernández de Navarrete y Jiménez de Tejada (Ábalos, 16 de febrer de 1767 – València, 20 d'abril de 1820) va ser un hisendista i polític espanyol.

## Biografia
Era un aristòcrata de La Rioja, fill de Francisco Fernández de Navarrete Ramírez de la Piscina y Argaiz i de Catalina Ximénez de Tejada y Argaiz de la casa comtal de Tejada i net patern de Martín Fernández de Navarrete, cavaller de l'Orde de Calatrava. Va estudiar Humanitats i Dret, desenvolupant després la carrera administrativa com a primer tresorer de l'Exèrcit a Ceuta en 1796, després a la Corunya en 1797, i finalment a Aragó fins a 1808. En la Guerra del francès va ser nomenat intendent del Segon Exèrcit per la Junta de Cadis, tresorer general i intendent general de l'Exèrcit. Va formar part de la Junta Suprema Central durant la Guerra del francès, designat el 24 d'agost de 1813 secretari de despatx d'Hisenda, càrrec que va ocupar fins a maig de 1814. Després de la guerra va continuar sent tresorer general des de 1816 a 1818.